# بن و چارلی
بن و چارلی (انگلیسی: Ben and Charlie) یک وسترن اسپاگتی کمدی به کارگردانی میکله لوپو است که در سال ۱۹۷۲ منتشر شد.

## گزیدهٔ بازیگران
- جولیانو جما
- جرج ایستمن
- ماریسا مل
- ویتوریو کونجا
- جاکومو روسی استوارت
- لوچانو کاتناچی
- رمو کاپیتانی
- نلو پاتزافینی
- آلدو سامبرل